# Eleventh Avenue (Manhattan)

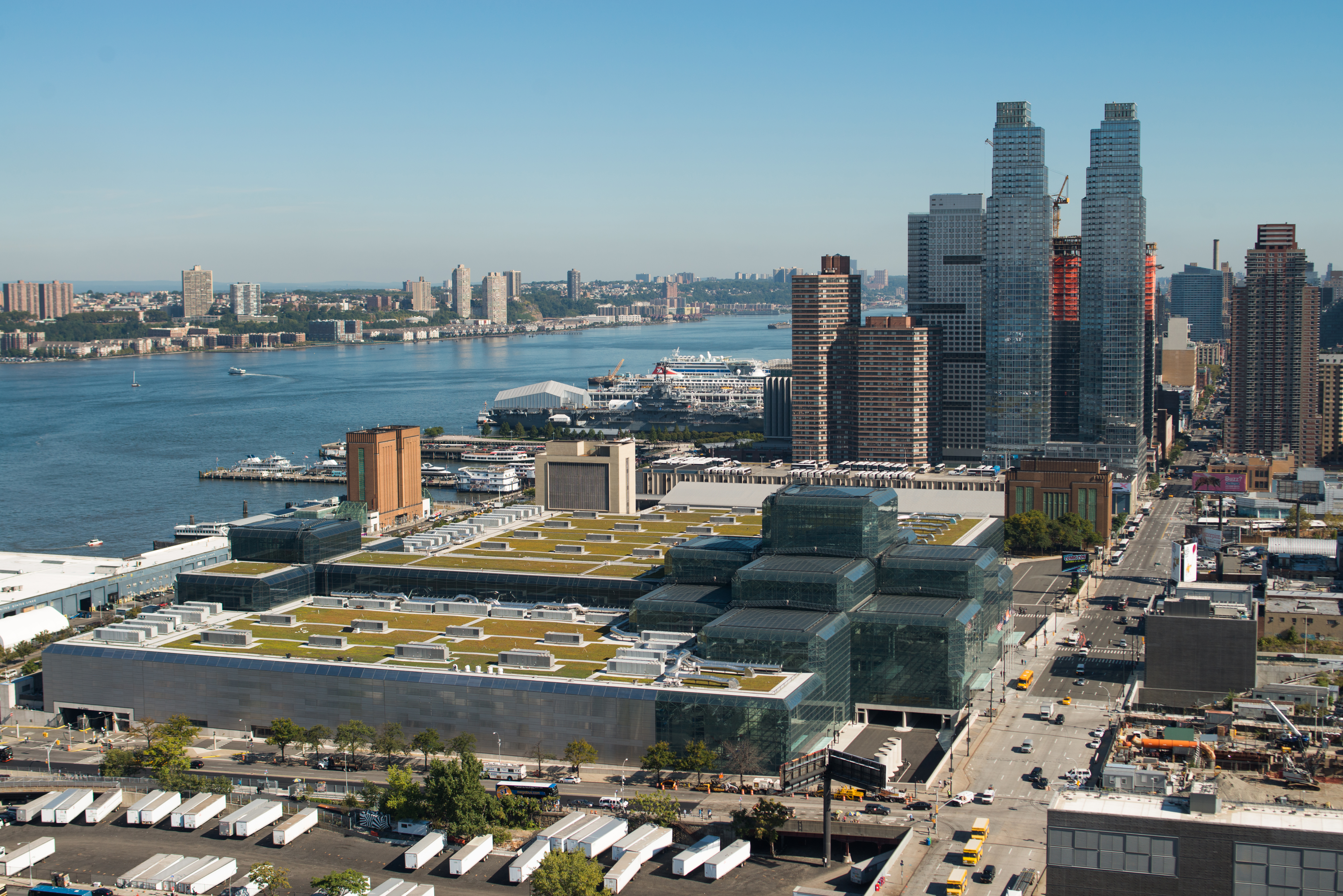
Eleventh Avenue mit Javits Center und Silver Towers 2014

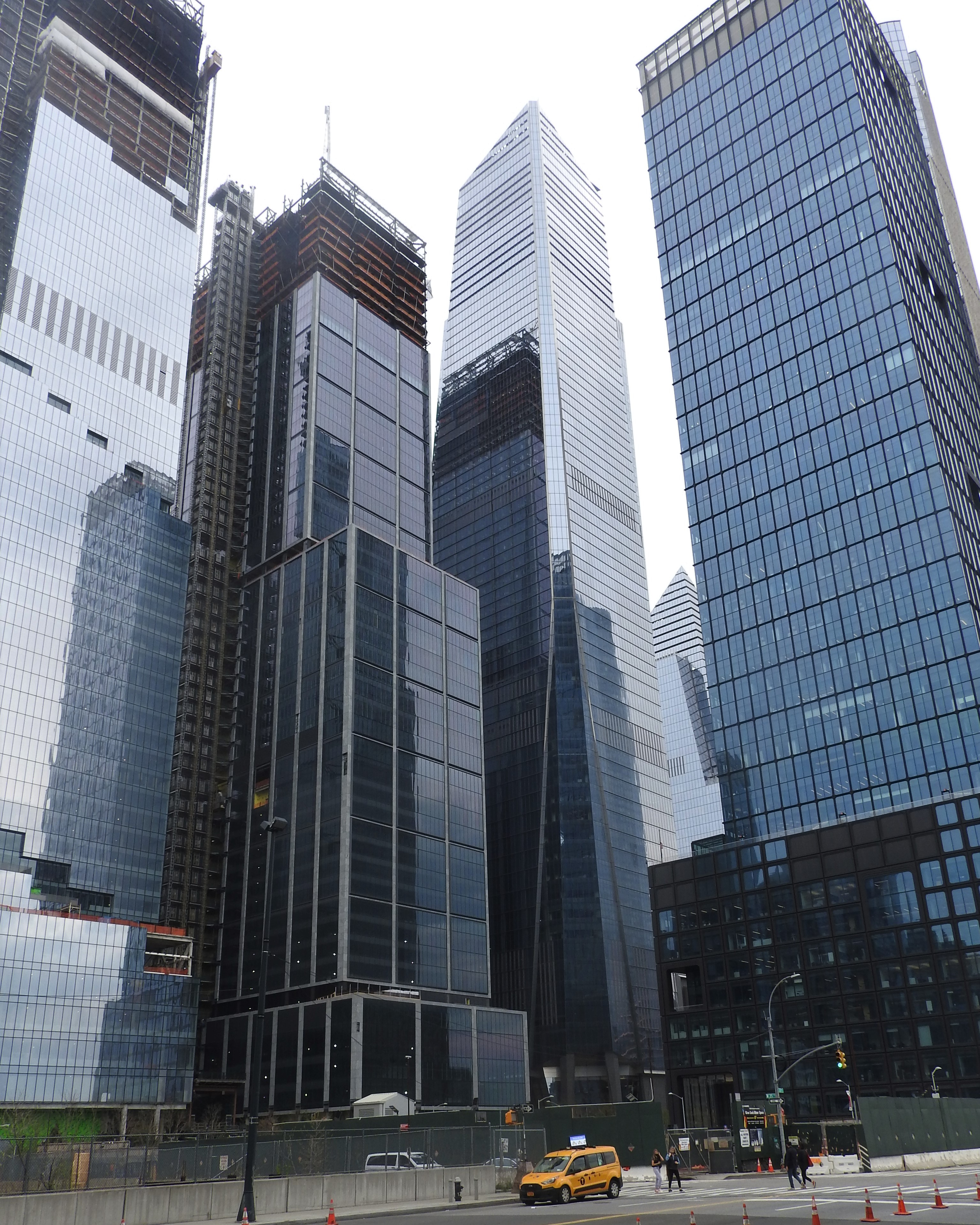
Hudson Yards 2021

Die Eleventh Avenue ist eine Straße auf der West Side des Stadtbezirks Manhattan in New York City. Sie ist zwischen der West 14th Street und der West 22nd Street Teil des West Side Highway und verläuft dort parallel zum Hudson River. Auf Höhe der 22nd Street zweigt sie vom Highway ab und verläuft als normale Avenue bis zur West 59th Street.

## Beschreibung
Die Eleventh Avenue beginnt im Meatpacking District im Viertel West Village des Stadtteils Greenwich Village an der Kreuzung, wo West Street, Tenth Avenue und 14th Street aufeinandertreffen. Bis zur 22nd Street ist sie die Fortführung des West Side Highways und wird dort von der Twelfth Avenue abgelöst. Die Eleventh Avenue führt dann durch die Stadtteile Chelsea und Hell′s Kitchen bis zur Kreuzung mit der 59th Street. Von dort wird sie als West End Avenue bis zur 107th Street weitergeführt. Die Breite der Straße entspricht hier den Plänen des Commissioners von 1811.
Zwischen dem Abzweig vom Highway bis zur West 24th Street, zwischen der 34th Street und 40th Street sowie zwischen der 57th Street und 59th Street besitzt die Eleventh Avenue zwei Richtungsfahrbahnen mit jeweils mehreren Fahrstreifen. Von der 57th Street bis zur 40th Street und von der 34th Street bis zur 24th Street verläuft sie als südwärts führende Einbahnstraße mit mindestens vier Fahrstreifen Richtung Downtown Manhattan. An der Eleventh Avenue befinden sich unter anderem die Chelsea Piers, die Hudson Yards, das Javits Center, das CBS Broadcast Center sowie große Vertretungen der Autokonzerne Audi/VW/Porsche, Mercedes-Benz, BMW, Chrysler, Stellantis (Jeep, Dodge), Toyota (Lexus), Volvo, Jaguar und Land Rover.

## Geschichte

Um 1900 mit Railroad

Die New York Central Railroad hatte auf der Eleventh Avenue eine Straßenbahn in Betrieb. Wegen der zahlreichen Unfälle mit Fußgängern trug sie den Spitznamen "Death Avenue". 1934 wurde per Gesetz beschlossen, den Henry Hudson Parkway zu bauen. Dieser sollte eine alternative Strecke zur "Death Avenue" sein.
In der Zwischenzeit wurde der West-End-Avenue-Abschnitt in den 1880ern geschaffen. Sie wurde West End Avenue genannt, weil zu diesem Zeitpunkt die Upper West Side noch dünn besiedelt war und die Avenue das Westende in Bezug auf den Stadtkern bildete.
Teile der West End Avenue und der Eleventh Avenue verkamen Mitte des 20. Jahrhunderts. Hier befanden sich Stundenhotels mit Prostitution und eine Drogenszene. Das ökonomische Comeback in den 1980er Jahren führte zu einer Erholung und zur Gentrifizierung.
Der obere Teil wurde der Straße wurde am Ende des 19. Jahrhunderts mit zwölfstöckigen Wohnhäusern aus hochwertigem Material bebaut. Die Abwesenheit von Geschäfte führt zu einem ruhigen Charakter dieses Straßenzugs im Gegensatz zu dem geschäftigen Charakter des Restes der Straße.

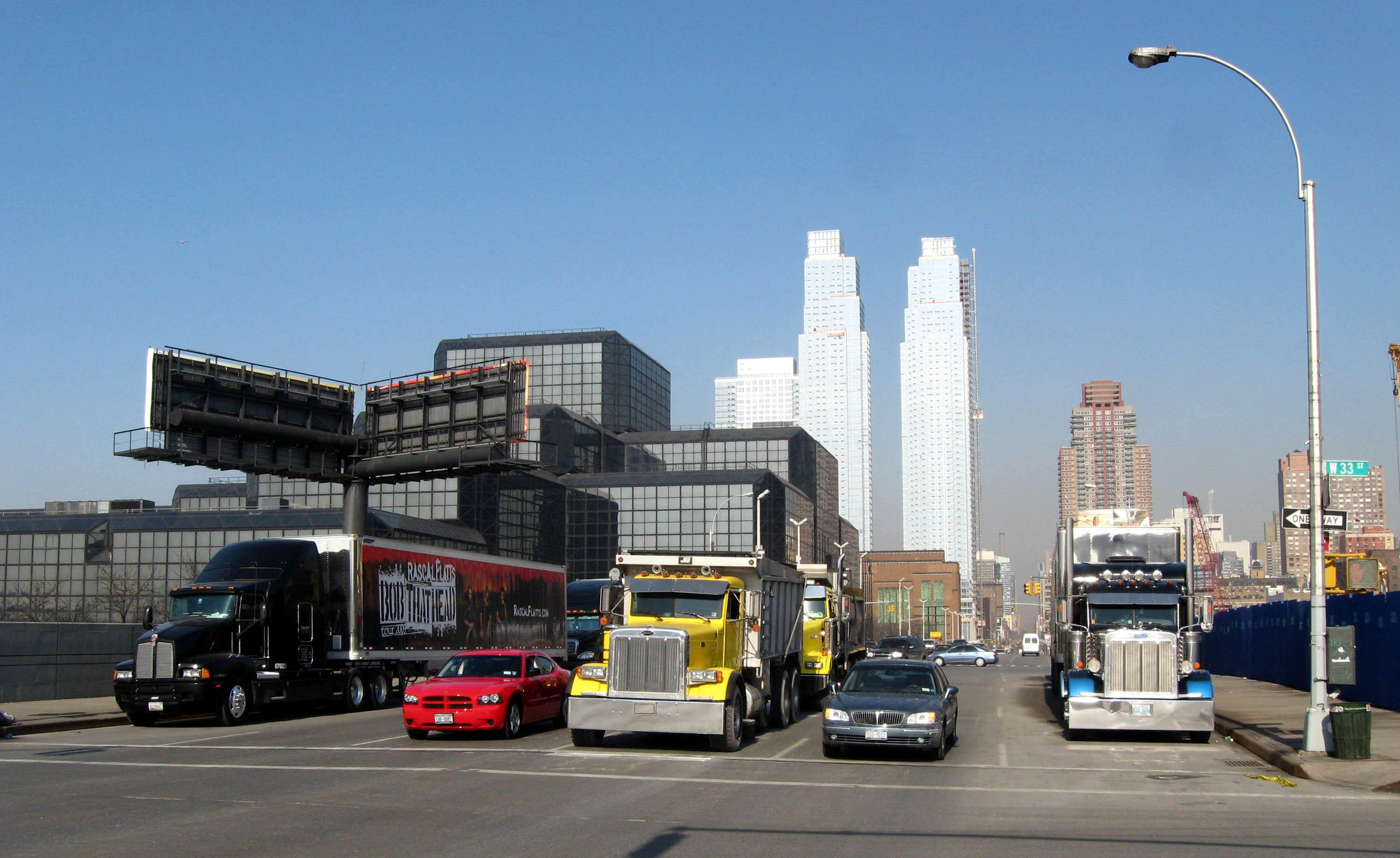
Blick nach Norden, 33th Street

## Bekannte Bewohner
- Judy Collins, Sängerin
- Tina Fey, Komödiantin
- Joseph Heller Autor (Catch-22)
- Nicole Kidman und Keith Urban, Schauspieler
- Anna Netrebko, Opernsängerin
- Sergei Rachmaninoff (1873–1943), russischer Komponist, lebte in 505 West End Avenue[6]

## Eleventh Avenue in Theater, Film und Literatur
- The Prince of West End Avenue, ein Roman von Alan Isler, erwähnt die West End Avenue
- The Mirror Has Two Faces, ein Film mit und von Barbra Streisand, spielt teilweise an der 505 West End Avenue
- Das IAC Building auf der 11th Avenue ist Ort der Handlung in Wall Street: Money Never Sleeps.
- Chelsea Market (zwischen der 15th und der 16th Street)

## Gebäude und Parks an der Straße
- Chelsea Piers (von der 18th zur 23rd Street entlang des West Side Highway)
- Comedy Central
  - Studios des The Colbert Report auf der 54th Street
  - Studios der The Daily Show auf der 51st Street
- Ehemals: Copacabana Nachtklub auf der 34th Street
- DeWitt Clinton Park (zwischen der 52nd Street und der 54th Street)
- Die High Line
- Der Hudson River Park (parallel zur Eleventh Avenue von der 11th Street zur 22nd Street)
- IAC Building (an der 19th Street)
- The Jacob K. Javits Convention Center (zwischen der 34th und der 39th Street)
- Pier 57 (an der 15th Street)
- Silver Towers an der 41st/42nd Streets
- Starrett-Lehigh Building an der 26th/27th Streets
- The Whitney Museum of American Art an der Gansevoort Street
- 3 Hudson Boulevard an der 34th/35th Streets
- 15 Hudson Yards an der 30th Street
- 35 Hudson Yards an der 33rd Street
- 55 Hudson Yards an der 33rd/34th Streets
- 100 Eleventh Avenue, entworfen von Jean Nouvel
- Riverside Park